# گل افشان (قائم‌شهر)
گل افشان روستایی در دهستان علی‌آباد بخش مرکزی شهرستان قائم‌شهر استان مازندران ایران است.

## جمعیت
بر پایه سرشماری عمومی نفوس و مسکن در سال ۱۳۹۵ جمعیت این روستا ۲۵۳ نفر (۱۰۲خانوار) بوده‌است.